# خلر باتلاقی
خلر باتلاقی (نام علمی: Lathyrus palustris) نام یک گونه از سرده خلر است.